# Lista de deputados estaduais de Pernambuco da 12.ª legislatura
Essa é uma lista de deputados estaduais de Pernambuco eleitos para o período 1991-1995.

## Composição das bancadas
| Partido | Líder                     | Bancada | Posição      |
| ------- | ------------------------- | ------- | ------------ |
| PFL     | José Marcos de Lima       | 15 / 49 | Governo      |
| PMDB    | Elias Gomes               | 8 / 49  | Oposição     |
| PRN     | Valdeir Batista           | 5 / 49  | Governo      |
| PDT     | Carlos Lapa               | 5 / 49  | Oposição     |
| PSDB    | João Batista Meira Braga  | 4 / 49  | Governo      |
| PL      | Fausto Valença de Freitas | 4 / 49  | Independente |
| PCB     | Byron de Paula Sarinho    | 2 / 49  | Oposição     |
| PT      | Humberto Costa            | 2 / 49  | Oposição     |
| PSB     | Pedro Eurico de Barros    | 2 / 49  | Oposição     |
| PDS     | Manoel Ramos de Almeida   | 1 / 49  | Governo      |
| PTB     | José de Siqueira Silva    | 1 / 49  | Independente |

## Deputados estaduais
| Deputados estaduais eleitos      | Partido | Votação | Cidade onde nasceu       | Unidade federativa |
| Aníbal Coelho Caribe             | PFL     | 14.321  | Belo Jardim              | Pernambuco         |
| Antônio Mariano de Brito         | PFL     | 15.894  | Afogados da Ingazeira    | Pernambuco         |
| Augustinho Rufino de Melo        | PFL     | 15.525  | Santa Cruz do Capibaribe | Pernambuco         |
| Byron de Paula Travassos Sarinho | PCB     | 12.129  | Recife                   | Pernambuco         |
| Carlos Lapa                      | PDT     | 18.317  | Recife                   | Pernambuco         |
| Diniz de Sá Cavalcanti           | PMDB    | 19.047  | Cabrobó                  | Pernambuco         |
| Djalma Souto Maior Paes Jr       | PMDB    | 13.045  | Glória do Goitá          | Pernambuco         |
| Edílson Torres de Barros         | PL      | 12.784  | Escada                   | Pernambuco         |
| Edson Cavalcante Queiroz         | PRN     | 13.856  | Recife                   | Pernambuco         |
| Eduardo Gomes de Araújo          | PFL     | 20.852  | Recife                   | Pernambuco         |
| Eduardo Campos                   | PSB     | 22.477  | Recife                   | Pernambuco         |
| Elias Gomes                      | PMDB    | 11.549  | Cabo de Santo Agostinho  | Pernambuco         |
| Enoelino Magalhães Lyra          | PRN     | 16.356  | Canhotinho               | Pernambuco         |
| Fausto Valença de Freitas        | PL      | 11.015  | Igarassu                 | Pernambuco         |
| Felipe Coelho                    | PFL     | 13.513  | Ouricuri                 | Pernambuco         |
| Garibaldi Bezerra Gurgel         | PRN     | 14.249  | Palmares                 | Pernambuco         |
| Geraldo de Souza Coelho          | PFL     | 17.737  | Petrolina                | Pernambuco         |
| Geraldo José de Almeida Melo Jr  | PMDB    | 17.232  | Jaboatão dos Guararapes  | Pernambuco         |
| Henrique José Queiroz Costa      | PFL     | 13.551  | Recife                   | Pernambuco         |
| Humberto Costa                   | PT      | 29.145  | Campinas                 | São Paulo          |
| Israel Dourado Guerra Filho      | PMDB    | 10.286  | Arcoverde                | Pernambuco         |
| João Batista Meira Braga         | PSDB    | 10.406  | Cajazeiras               | Paraíba            |
| João Ferreira Lima Filho         | PMDB    | 13.379  | Recife                   | Pernambuco         |
| João Paulo                       | PT      | 10.862  | Olinda                   | Pernambuco         |
| Jorge Gomes                      | PDT     | 12.701  | Limoeiro                 | Pernambuco         |
| José Aglailson Queralvares       | PDT     | 15.067  | Vitória de Santo Antão   | Pernambuco         |
| José Castro de Resende           | PRN     | 16.295  | Moreno                   | Pernambuco         |
| José de Siqueira Silva           | PTB     | 20.317  | Vitória de Santo Antão   | Pernambuco         |
| José Edson de Moura              | PDT     | 11.068  | São Lourenço da Mata     | Pernambuco         |
| José Geraldo da Mota Barbosa     | PFL     | 18.009  | Surubim                  | Pernambuco         |
| Zé Marcos                        | PFL     | 20.667  | São José do Egito        | Pernambuco         |
| José Mendonça Filho              | PFL     | 18.616  | Recife                   | Pernambuco         |
| José Severiano Chaves            | PSDB    | 12.588  | Recife                   | Pernambuco         |
| Luiz Romeu Cavalcanti da Fonte   | PSB     | 13.321  | Recife                   | Pernambuco         |
| Manoel Ferreira da Silva         | PL      | 10.784  | Jaboatão dos Guararapes  | Pernambuco         |
| Manoel Ramos de Almeida          | PDS     | 17.742  | Panelas                  | Pernambuco         |
| Marcantonio Dourado              | PMDB    | 14.993  | Lajedo                   | Pernambuco         |
| Miguel Archanjo Labanca Filho    | PDT     | 14.632  | Recife                   | Pernambuco         |
| Natalício Luiz de Mendonça       | PFL     | 20.515  | Recife                   | Pernambuco         |
| Newton D'Emery Carneiro          | PMDB    | 14.791  | Palmares                 | Pernambuco         |
| Oséas Moraes da Silva Filho      | PSB     | 17.286  | Santa Cruz do Capibaribe | Pernambuco         |
| Osvaldo Rabelo Filho             | PFL     | 37.585  | Goiana                   | Pernambuco         |
| Paulo Afonso Veloso Cintra       | PFL     | 18.993  | São Bento do Una         | Pernambuco         |
| Pedro Eurico de Barros e Silva   | PSB     | 14.135  | Recife                   | Pernambuco         |
| Roldão Joaquim dos Santos        | PDT     | 11.782  | São Joaquim do Monte     | Pernambuco         |
| Romário Pereira                  | PFL     | 15.606  | Simão Dias               | Sergipe            |
| Sebastião Andrada Oliveira       | PFL     | 15.275  | Serra Talhada            | Pernambuco         |
| Severino Cavalcanti              | PL      | 11.773  | João Alfredo             | Pernambuco         |
| Valdeir Batista                  | PRN     | 15.280  | Ipubi                    | Pernambuco         |